# حکایت حال
حکایت حال کتابِ گفتگوی بلندِ احمد محمود است با لیلی گلستان. در دومین دوره جایزه احمد محمود، نشان احمد محمود به لیلی گلستان به خاطر نگارش این کتاب اهدا شد.